# Proeliator invictus
Proeliator invictus är en stekelart som beskrevs av Rossem 1981. Proeliator invictus ingår i släktet Proeliator och familjen brokparasitsteklar. Arten är reproducerande i Sverige. Inga underarter finns listade i Catalogue of Life.